# Albert Stanley, 1. Baron Ashfield

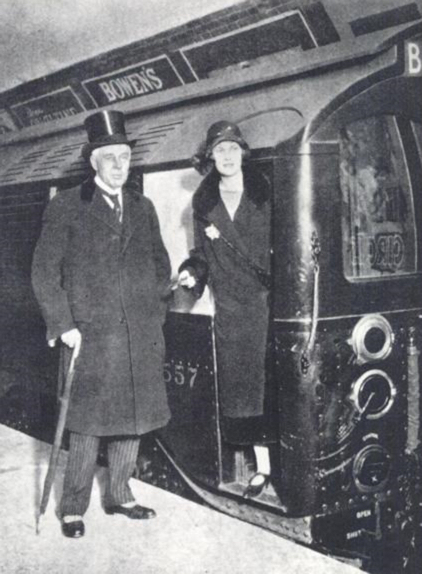
Albert Stanley und seine Tochter Marian bei der Wiedereröffnung der City and South London Railway (1924)

Albert Henry Stanley, 1. Baron Ashfield (* 8. August 1874 in New Normanton bei Derby als Albert Henry Knattriess; † 4. November 1948 in London) war ein britischer Manager und Politiker (Conservative Party). Er war von 1910 bis 1933 Geschäftsführer, später Vorsitzender, der Underground Electric Railways Company of London (UERL) sowie von 1933 bis 1947 Vorsitzender des London Passenger Transport Board. In diesen Funktionen trug er maßgeblich zur Entwicklung des öffentlichen Personennahverkehrs im Großraum London bei. Von 1916 bis 1920 war er Abgeordneter im House of Commons sowie bis 1919 zusätzlich Präsident des Board of Trade.

## Biografie

### Karriere als Manager
Stanleys Vater arbeitete als Karosseriebauer für die Pullman Company. 1880 wanderte die Familie nach Detroit in den Vereinigten Staaten aus, wo sich ein Pullman-Werk befand. In den 1890er Jahren wurde der Familienname von Knattriess in Stanley geändert. 1888 begann Stanley, für den Pferdebahnbetrieb Detroit Street Railways Company zu arbeiten. Im Alter von 17 Jahren übertrug man ihm die Planung von Umlauf- und Fahrplänen. Bereits 1894 hatte er eine leitende Funktion inne. Als Reservist der Marine diente Stanley 1898 während des Spanisch-Amerikanischen Krieges auf dem Schiff USS Yosemite. 1903 zog er nach New Jersey, um als Geschäftsführer der Abteilung Straßenbahnen der Verkehrsgesellschaft Public Service Corporation of New Jersey zu arbeiten. Ab Januar 1907 war er Geschäftsführer des gesamten Unternehmens.
Nur einen Monat später wurde Stanley zum Geschäftsführer der Underground Electric Railways Company of London (UERL) ernannt, einer von Charles Tyson Yerkes gegründeten Holdinggesellschaft, die in London vier U-Bahnlinien betrieb. Da die meisten Finanzmittel und technischen Einrichtungen der UERL aus den USA stammten, galt Stanley als ideale Besetzung. Seine Aufgabe war es, die aus dem Ruder gelaufenen Finanzen zu konsolidieren. Er schaffte dies durch bessere Zusammenarbeit der einzelnen Holdingunternehmen sowie durch verbessertes Marketing, während der Vorsitzende Edgar Speyer die Schuldenrückzahlung neu aushandelte.
Ab 1908 gehörte Stanley dem Verwaltungsrat an. Zusammen mit Werbeleiter Frank Pick schuf er das Markenzeichen „Underground“, außerdem führte er ein einheitliches Tarifsystem ein, dem sich auch die Konkurrenz anschloss. Die Konsolidierung schritt voran mit der Übernahme der Busgesellschaft London General Omnibus Company (LGOC) im Jahr 1912 sowie der U-Bahngesellschaften Central London Railway und City and South London Railway im Jahr 1913. Hinzu kamen Beteiligungen an den Straßenbahngesellschaften London United Tramways und Metropolitan Electric Tramways sowie die Übernahme des Busherstellers AEC. Für seine Verdienste im Verkehrswesen wurde Stanley 1914 zum Knight Bachelor erhoben.

### Politisches Wirken
Im Jahr 1915, nach Ausbruch des Ersten Weltkriegs, erhielt Stanley die Stelle des Generaldirektors in der Transportabteilung des Munitionsministeriums. Premierminister David Lloyd George ernannte ihn im Dezember 1916 zum Präsidenten des Board of Trade. Stanley trat im selben Monat zu einer Nachwahl im Wahlkreis Ashton-under-Lyne an und wurde ohne Gegenkandidaten zum Unterhausabgeordneten gewählt. Bei den Unterhauswahlen 1918 trat T.F. Lister, der Präsident der Vereinigung entlassener Seeleute und Soldaten, gegen ihn an, konnte ihn aber nicht gefährden.
Stanley richtete mehrere spezialisierte Abteilungen ein, um die Produktionsleistung verschiedener kriegswichtiger Industriezweige zu steuern. Er reorganisierte auch die Struktur des Board of Trade. Trotz früherer Erfolge bei Gewerkschaften führten seine Verhandlungen zu keinen nennenswerten Ergebnissen. Im Mai 1919 trat er als Präsident des Board of Trade zurück, im Januar 1920 als Abgeordneter. Ende 1920 wurde er als Baron Ashfield, of Southwell in the County of Nottingham, zum erblichen Peer erhoben, womit ein Sitz im House of Lords verbunden war.

### Rückkehr zum Verkehrsmanagement
Stanley kehrte zur UERL zurück, war wieder als Geschäftsführer tätig und übernahm auch den Vorsitz des Verwaltungsrates. Kleine Busunternehmen begannen, der UERL Konkurrenz zu machen, was sich auf die Rentabilität der gesamten Holding negativ auswirkte. Stanley versuchte ab 1923, die Regierung davon zu überzeugen, den öffentlichen Nahverkehr in der Region London zu regulieren. Er strebte danach, die UERL vor Konkurrenz zu schützen, die Labour Party hingegen wollte das gesamte Verkehrswesen staatlicher Kontrolle unterstellen. Nach zahlreichen gescheiterten Anläufen beschloss das Parlament Ende 1930 als Kompromiss die Schaffung des London Passenger Transport Board (LPTB). Dieses öffentlich-rechtliche Unternehmen sollte die Kontrolle über sämtliche U-Bahn-, Bus- und Straßenbahnlinien im Großraum London übernehmen. Der LPTB nahm seine Tätigkeit am 1. Juli 1933 auf und Stanley führte auch die neue Organisation als Vorsitzender an.
In den 1930er und – durch den Zweiten Weltkrieg nur kurzzeitig unterbrochen – in den 1940er Jahren konnte das U-Bahn-Netz nochmals bedeutend erweitern. Die Reorganisation des öffentlichen Personennahverkehrs durch die Labour-Regierung von Clement Attlee sah die vollständige Verstaatlichung des LPTB per 1. Januar 1948 vor. Ashfield trat Ende Oktober 1947 zurück und wechselte zur neuen British Transport Commission, die den Betrieb sämtlicher verstaatlichter Transportunternehmungen übernahm. Etwas mehr als zwölf Monate später verstarb er im Alter von 74 Jahren.